# ماتیاس آلونسو
ماتیاس آلونسو (اسپانیایی: Matías Alonso‎؛ زادهٔ ۱۶ آوریل ۱۹۸۵) بازیکن فوتبال اهل اروگوئه است.
از باشگاه‌هایی که در آن بازی کرده‌است می‌توان به باشگاه فوتبال پنیارول، باشگاه فوتبال رئال مورسیا، باشگاه فوتبال گرانادا، باشگاه فوتبال باری، باشگاه ورزشی دفنسور، باشگاه فوتبال بیجینگ گوان، باشگاه فوتبال پنیارول، باشگاه فوتبال سلتاویگو، و باشگاه فوتبال گرانادا اشاره کرد.
وی همچنین در تیم ملی فوتبال تیم ملی فوتبال زیر ۲۰ سال اروگوئه بازی کرده‌است.